# Dolwyns sista dagar
Dolwyns sista dagar (eng. The Last Days of Dolwyn, även känd under titeln The Women of Dolwyn) är en brittisk långfilm från 1949 i regi av Emlyn Williams, med Edith Evans, Emlyn Williams, Richard Burton och Anthony James i rollerna. Detta var Richard Burtons första film.

## Handling
Vid den lilla staden Dolwyn i Wales byggs 1897 en damm. Bygget stöter på problem när det visar att marken bestod av granit, inte av kalksten. Det billigaste alternativet är då istället att köpa upp byns mark och lägga hela området under vatten.

## Rollista
| Edith Evans      | – Merri           |
| Emlyn Williams   | – Rob             |
| Richard Burton   | – Gareth          |
| Anthony James    | – Defydd          |
| Alan Aynesworth  | – Lord Lancashire |
| Barbara Couper   | – Lady Dolwyn     |
| Andrea Lea       | – Margaret        |
| Hugh Griffith    | – The Minister    |
| Maurice Browning | – Huw             |
| Rita Crailey     | – Hen Ann         |
| Eileen Dale      | – Mrs. Ellis      |
| David Davies     | – Septimus        |
| Frank Dunlop     | – Ephrain         |
| Kenneth Evans    | – Jabbez          |
| Patricia Glyn    | – Dorcas          |